# Carlsmühle Weimar

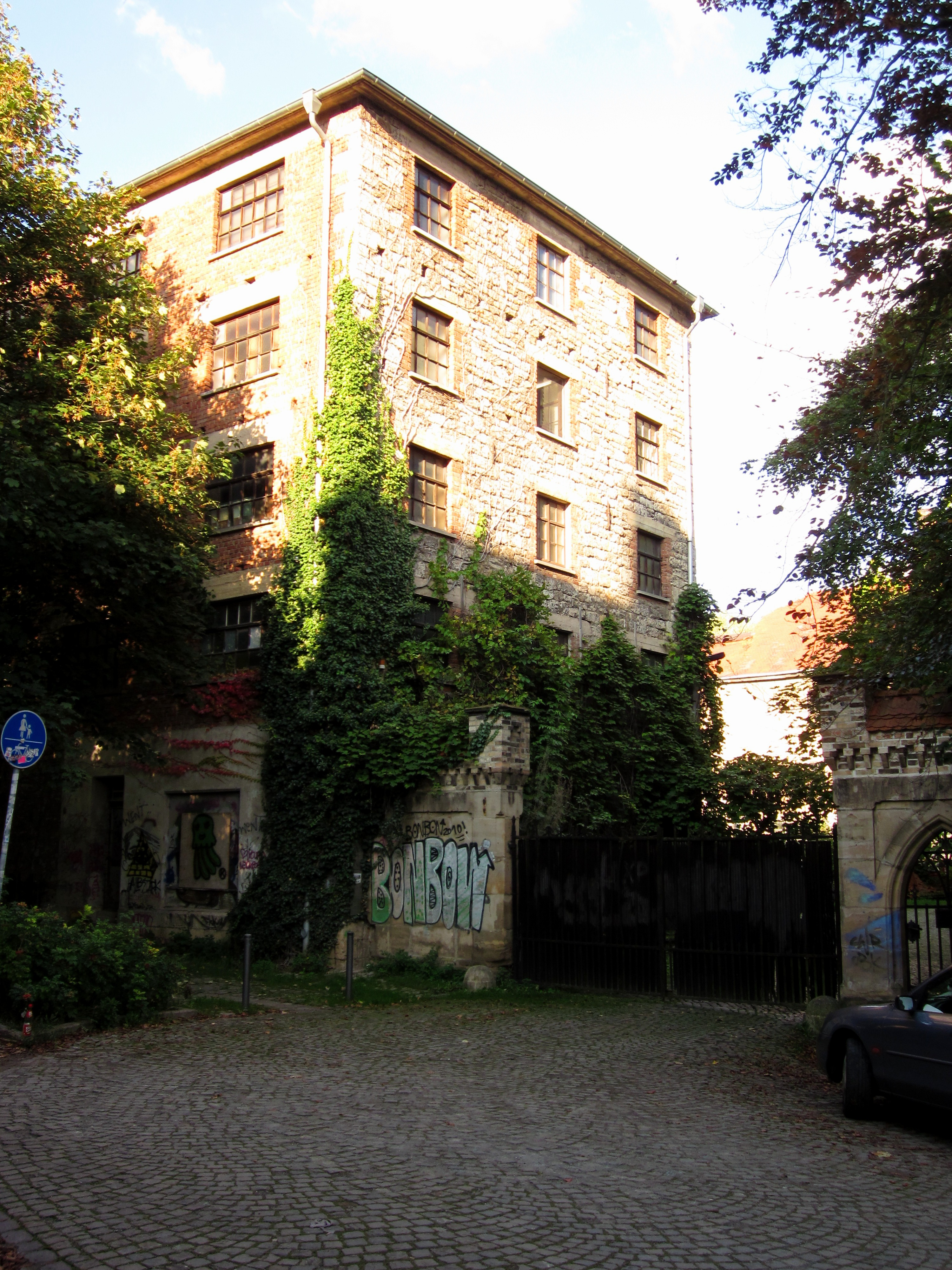
Carlsmühle Weimar

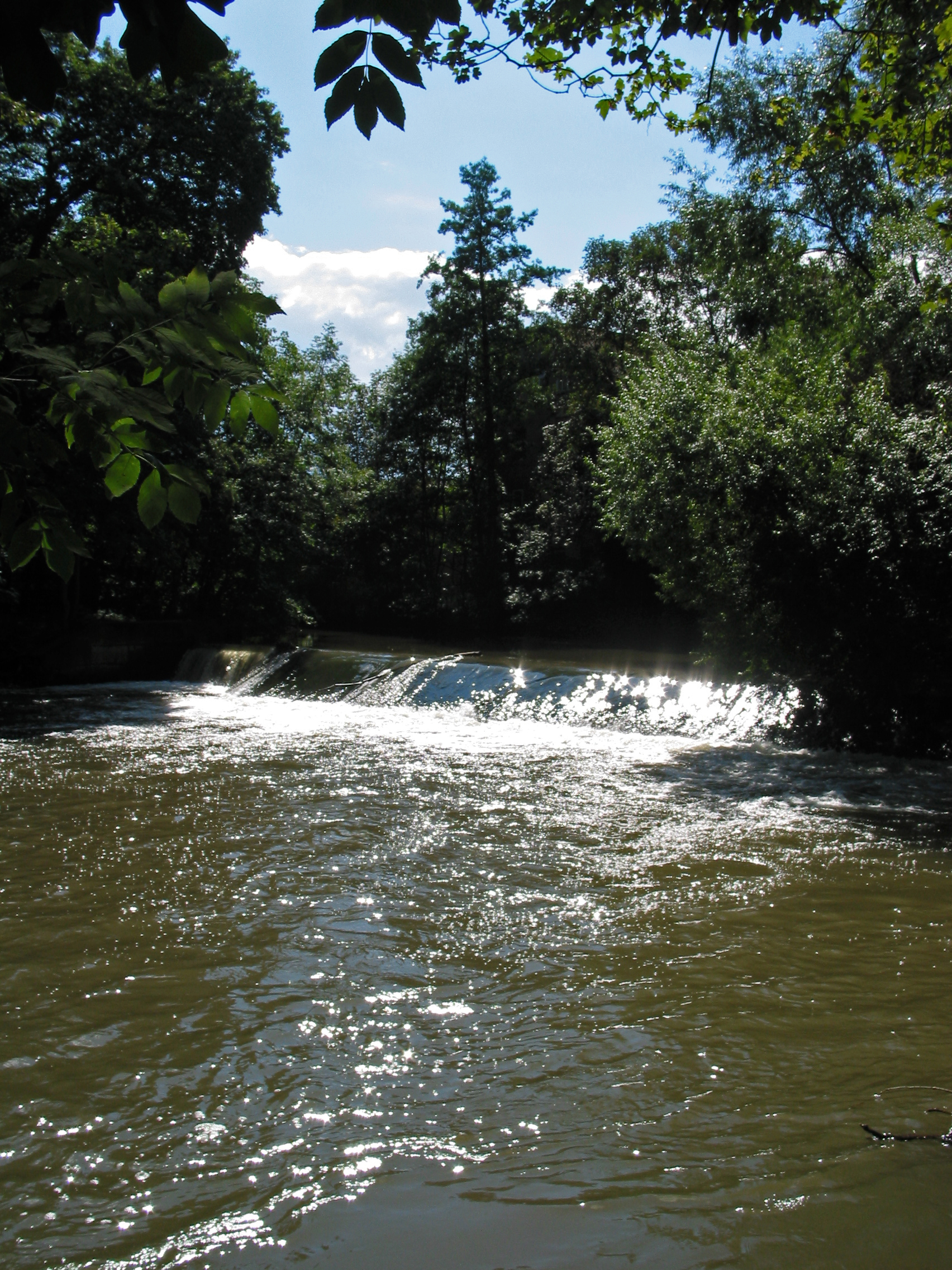
Ilm-Wehr der ehemaligen Carlsmühle Weimar

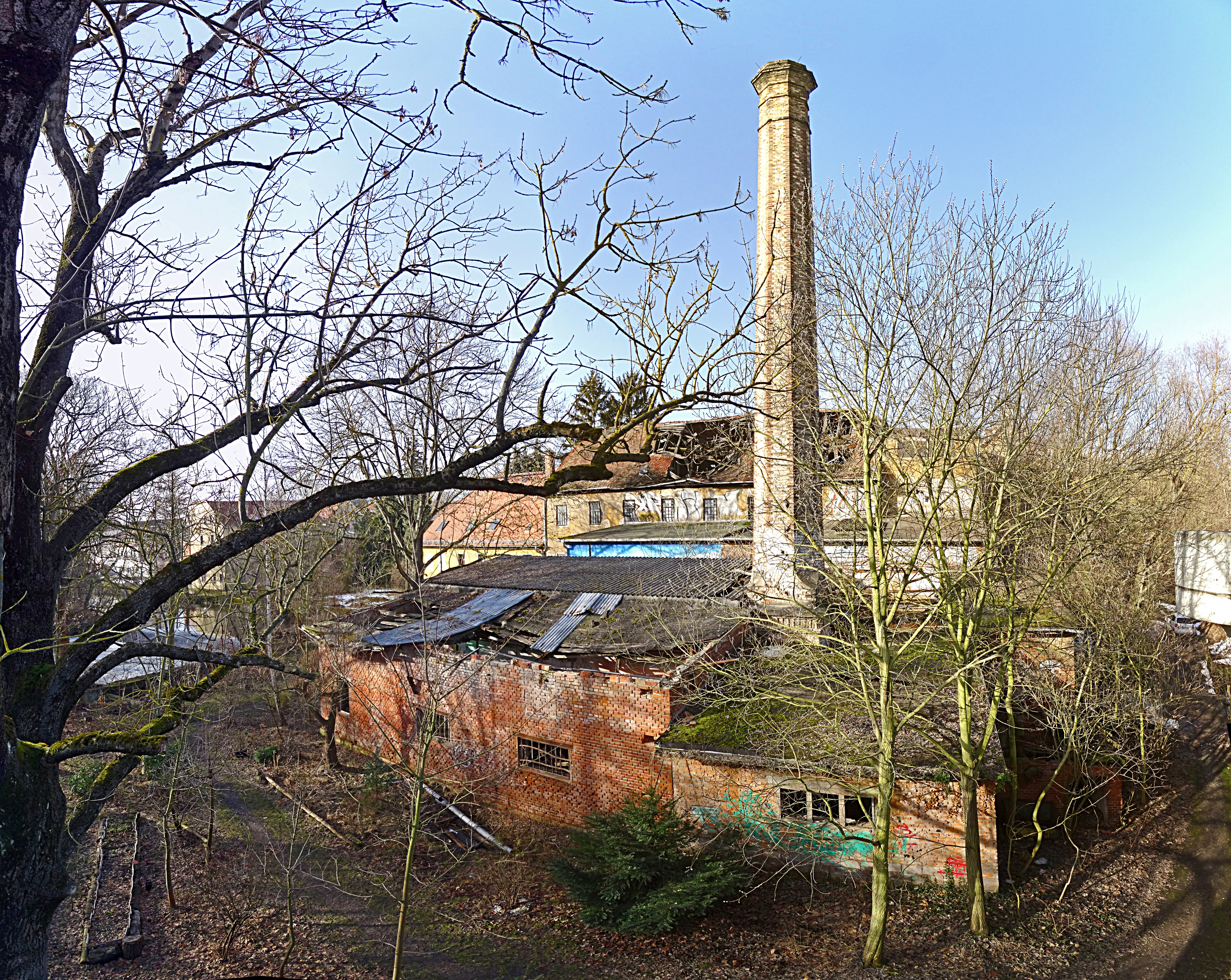
Carlsmühle 2021

Die Carlsmühle (in anderen Schreibweisen auch Karlsmühle) ist eine frühere Wassermühle, die sich unter der Anschrift Brühl 28, 28a in der Jakobsvorstadt von Weimar befindet. 

## Beschreibung
Die Mühle wurde um 1375 als „nydirstin mul“, 1430 als „Nedirnmoel“ bzw. als „Nydermoel“ bezeichnet. Die Bezeichnung „Niedermühle“ war bis 1845 im Gebrauch, bevor sie in Carlsmühle umbenannt wurde. 1577 erwarb diese die Stadt Weimar. Umbauten erfolgten bis 1936. Das Baumaterial ist nahezu vollständig aus Travertin. Beim Hochwasser 1613 gab es hier 14 Tote. Ihrer Funktion nach war sie eine Getreidemühle, aber auch 1705 Ölmühle bzw. 1741 als Graupengang erwähnt. Sie wurde jahrhundertelang mit dem Wasser der Ilm bzw. dem des Asbachs über den Mühlgraben angetrieben. Ab 1885 wurde diese Mühle mit Dampf betrieben. Sie war die größte und technisch fortschrittlichste Mühle an der Ilm und gilt als beispielhaft für eine erfolgreiche Modernisierung in der Zeit der Industrialisierung. 
Bei einem Luftangriff während des Zweiten Weltkriegs wurde die Mühle am 5. Februar 1945 von mehreren Bomben getroffen. Der Mittelbau wurde wieder aufgebaut. Der Schornstein des Turbinenhauses steht ebenfalls noch. Die Stilllegung erfolgte 1958 bzw. 1971.
Die zur Carlsmühle gehörenden Gebäude, zwischen denen der überdachte Mühlgraben zur Ilm fließt und nur von der Ilm her an seiner Mündung sichtbar ist, sind in die Liste der Kulturdenkmale in Weimar (Einzeldenkmale) bzw. in die Liste der Kulturdenkmale in Weimar (Sachgesamtheiten und Ensembles) aufgenommen worden. Auch das Wehr ist laut Axel Stefek denkmalgeschützt. Der Zustand der Lagerhäuser ist jedoch vom Verfall bedroht. Seit 2022 sind Restaurierungsarbeiten im Gange. 
Das Ilmwehr an der Kegelbrücke wiederum ist zugleich letztes Zeugnis der 1882 abgebrannten Burgmühle.

## Varia
Die Magd der Niedermühle Johanna Catharina Höhn wurde 1783 mit dem Schwert wegen Kindsmordes hingerichtet.